# Jean-Luc Vasseur
Jean-Luc Vasseur (Poissy, 1 januari 1969) is een Frans voormalig voetballer en voetbaltrainer. Hij was als laatst in dienst bij het vrouwenelftal van Olympique Lyon in de Divison 1.

## Spelerscarrière
Vasseur speelde zijn gehele carrière in Frankrijk. Hij begon bij Paris Saint-Germain en speelde er 6 jaar, van 1986 tot 1992. Na PSG vertrok Vasseur naar Rennes. Via een korte periode bij Saint-Étienne kwam hij in 1996 bij US Créteil terecht. Hij speelde aan het eind van zijn carrière nog bij Racing Club de France en Aubervilliers.

## Trainerscarrière
Vasseur begon zijn trainersloopbaan bij de jeugd van Paris Saint-Germain. Zijn eerste baan als hoofdcoach van een eerste team kreeg hij bij US Créteil. Hij won met Créteil de Championnat National in 2013. In 2014 werd Vasseur hoofdcoach bij Stade de Reims toen Hubert Fournier een beter contract kreeg bij Olympique Lyon. In zijn eerste wedstrijd in de Ligue 1 trad Reims meteen aan tegen regerend landskampioen Paris Saint-Germain. Vasseur en Reims hielden PSG op 2–2. Vasseur werd echter op 8 april 2015 ontslagen bij een zestiende plaats op de ranglijst. Hij werd opgevolgd door Olivier Guégan. In november 2015 tekende Vasseur een contract bij Paris FC. Hij volgde er Denis Renaud op. Tussen 2017 en 2018 was hij coach van LB Châteauroux. In 2019 stapte Vasseur over naar het vrouwenvoetbal, waar hij coach werd van de succesvolste club in het Europese vrouwenvoetbal gemeten naar aantal prijzen, Olympique Lyon Féminin. Met de club won Vasseur alle denkbare prijzen in het seizoen 2019/20, het nationaal kampioenschap, de nationale beker en de Champions League. Bovendien werd Vasseur in dat seizoen onderscheden met de UEFA Coach van het jaar in het vrouwenvoetbal. In april 2021 werd hij ontslagen en opgevolgd door Sonia Bompastor.

## Erelijst

### Als manager
Créteil
- Championnat National

2013
 Olympique Lyon Féminin
- UEFA Women's Champions League

2019/20
- Division 1 Féminine

2019/20
- Coupe de France Féminine

2019/20
- Trophée des Championnes (Franse supercup)

2019
- Women's International Champions Cup

2019
Individueel
- UEFA Coach van het Jaar in het vrouwenvoetbal

2019/20